# Ahomdynastie

Het insigne van de Ahomdynastie, Chum Phra Rung Seng Mung

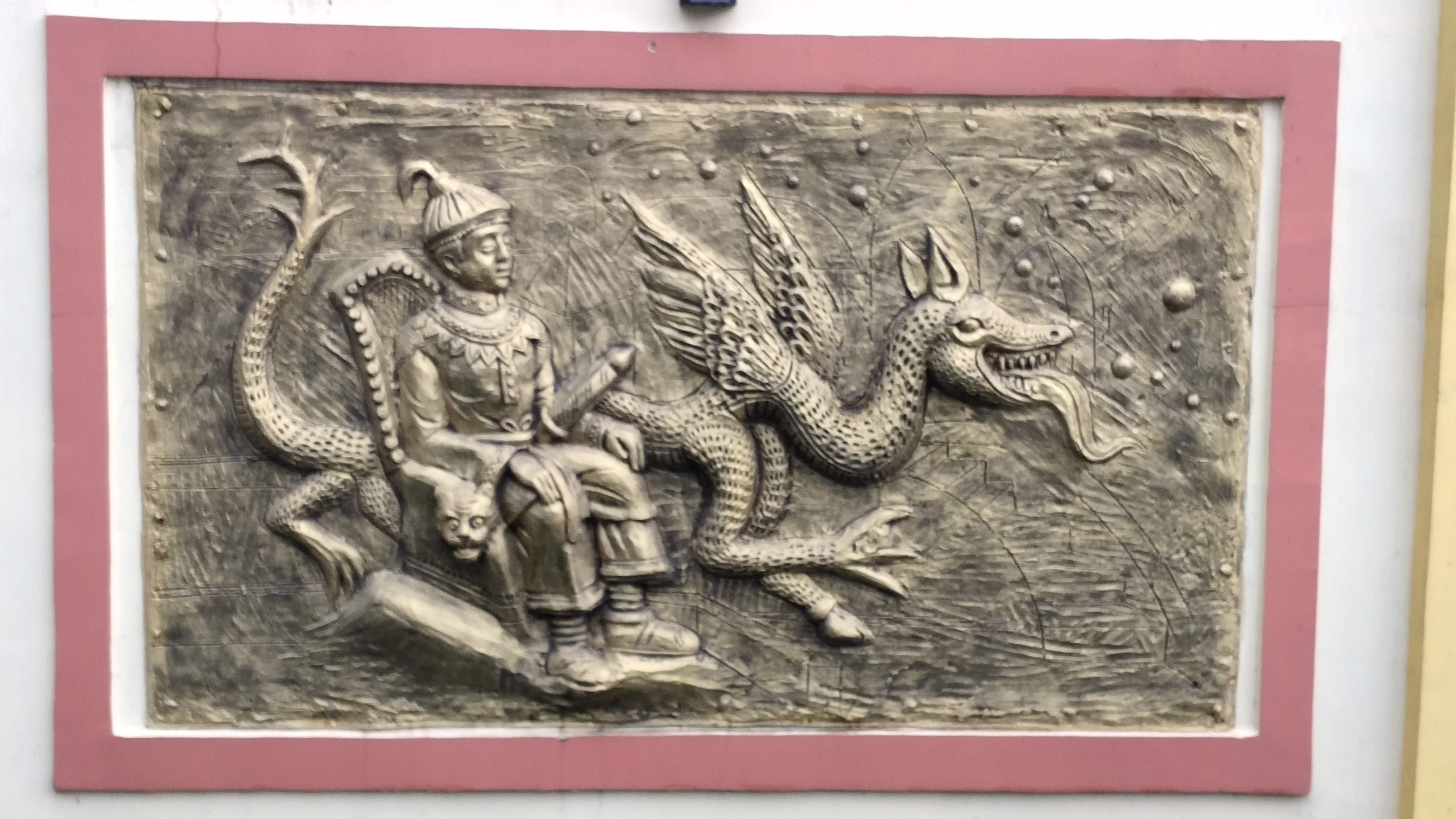
Sukaphaa, stichter van de Ahomdynastie en eerste koning van het Koninkrijk Ahom, afgebeeld op een muurgravure in Goalpara Assam.

De Ahomdynastie (1228-1826) regeerde van 1228 tot 1822, en terug van 1833 tot 1838, bijna 598 jaar over het koninkrijk Ahom in het huidige Assam in India. De dynastie werd opgericht door Sukaphaa, een Shan-prins van Mong Mao (deel van Myanmar en van het huidige Yunnan in China) die naar Assam kwam na het oversteken van het Patkaigebergte. De heerschappij van deze dynastie eindigde met de Birmaanse invasie van Assam en de daaropvolgende annexatie door de Britse Oost-Indische Compagnie na het Verdrag van Yandabo in 1826.
In externe middeleeuwse kronieken werden de koningen van deze dynastie Asam Raja genoemd, terwijl de onderdanen van het koninkrijk hen Chaopha, of Swargadeo (in het Assamees) noemden.
Het ambt van Ahom-koning was uitsluitend voorbehouden aan de afstammelingen van de eerste koning Sukaphaa (1228-1268). De opvolging gebeurde door agnatisch eerstgeboorterecht.
De koning kon alleen worden benoemd met de instemming van de patra mantris (een raad van vijf ministers met functies aangeduid als Burhagohain, Borgohain, Borpatrogohain, Borbarua en Borphukan). Gedurende drie periodes in de 14e eeuw had het koninkrijk geen koningen wanneer er geen aanvaardbare kandidaten werden gevonden. De ministers konden onaanvaardbare koningen uit hun ambt zetten, en dit ging vaak gepaard met het executeren van de voormalige koning. In de 17e eeuw leidde een machtsstrijd en het toenemend aantal troonclaimers ertoe dat koningen snel na elkaar werden afgezet, die allemaal werden geëxecuteerd nadat de nieuwe koning was geïnstalleerd. Om dit bloedige einde te voorkomen werd een nieuwe regel ingevoerd tijdens het bewind van Sulikphaa Lora Roja (1679-1681): troonopeisers moesten onberispelijk, dit was lichamelijk ongeschonden, zijn.Dit betekende dat bedreigingen voor de troon konden worden verwijderd door alleen maar het oor van een ambitieuze prins af te snijden. Sukhrungphaa, ook gekend als Rudra Singha, die de plannen van zijn broer Lechai vermoedde, verminkte en verbande hem. De latere koningen en officieren maakten misbruik van de onberispelijke heerschappij, waardoor zwakke koningen werden aangesteld. Suklingphaa (2-jarig) en Purandar Singha (10-jarig en een van de laatste koningen van deze dynastie) kwamen aan het bewind omdat hun vaders verminkt waren.
De koningen van Ahom kregen een goddelijke oorsprong toegedicht. Volgens de Ahom traditie was Sukaphaa een afstammeling van Khunlung, de kleinzoon van de koning van de hemelen Leungdon, die uit de hemelen was neergedaald en Mong-Ri-Mong-Ram regeerde. Ze werden ook initieel begraven in moidams, koninklijke grafheuvels. Tijdens het bewind van Suhungmung (1497-1539), waarin de Hindoe-invloed toenam, werden de Ahom-koningen herleid tot de verbintenis van Indra (geïdentificeerd met Lengdon) en Syama (een vrouw van lage kaste), en werden ze uitgeroepen tot kshatriya. Suhungmung nam de titel Swarganarayan aan, en de latere koningen werden Swargadeo's genoemd (letterlijke betekenis: Heer van de Hemelen).

## Koningen van de Ahomdynastie
Aangegeven staat de periode van hun koningsschap.
| Volgnummer | Koning              | Periode   | Einde koningsschap         |
| ---------- | ------------------- | --------- | -------------------------- |
| 1          | Sukaphaa            | 1228–1268 | natuurlijke dood           |
| 2          | Suteuphaa           | 1268–1281 | natuurlijke dood           |
| 3          | Subinphaa           | 1281–1293 | natuurlijke dood           |
| 4          | Sukhaangphaa        | 1293–1332 | natuurlijke dood           |
| 5          | Sukhrangpha         | 1332–1364 | natuurlijke dood           |
|            | Interregnum         | 1364–1369 |                            |
| 6          | Sutuphaa            | 1369–1376 | vermoord                   |
|            | Interregnum         | 1376–1380 |                            |
| 7          | Tyao Khamti         | 1380–1389 | vermoord                   |
|            | Interregnum         | 1389–1397 |                            |
| 8          | Sudangphaa          | 1397–1407 | natuurlijke dood           |
| 9          | Sujangphaa          | 1407–1422 | natuurlijke dood           |
| 10         | Suphakphaa          | 1422–1439 | natuurlijke dood           |
| 11         | Susenphaa           | 1439–1488 | natuurlijke dood           |
| 12         | Suhenphaa           | 1488–1493 | vermoord                   |
| 13         | Supimphaa           | 1493–1497 | natuurlijke dood           |
| 14         | Suhungmung          | 1497–1539 | vermoord                   |
| 15         | Suklenmung          | 1539–1552 | natuurlijke dood           |
| 16         | Sukhaamphaa         | 1552–1603 | natuurlijke dood           |
| 17         | Susenghphaa         | 1603–1641 | natuurlijke dood           |
| 18         | Suramphaa           | 1641–1644 | afgezet                    |
| 19         | Sutingphaa          | 1644–1648 | afgezet                    |
| 20         | Sutamla             | 1648–1663 | natuurlijke dood           |
| 21         | Supangmung          | 1663–1670 | natuurlijke dood           |
| 22         | Sunyatphaa          | 1670–1672 | afgezet                    |
| 23         | Suklamphaa          | 1672–1674 | vergiftigd                 |
| 24         | Suhung              | 1674–1675 | afgezet                    |
| 25         | Gobar Roja          | 1675–1675 | afgezet                    |
| 26         | Sujinphaa           | 1675–1677 | afgezet, zelfmoord         |
| 27         | Sudoiphaa           | 1677–1679 | afgezet, vermoord          |
| 28         | Sulikphaa           | 1679–1681 | afgezet, vermoord          |
| 29         | Supatphaa           | 1681–1696 | natuurlijke dood           |
| 30         | Sukhrungphaa        | 1696–1714 | natuurlijke dood           |
| 31         | Sutanphaa           | 1714–1744 | natuurlijke dood           |
| 32         | Sunenphaa           | 1744–1751 | natuurlijke dood           |
| 33         | Suremphaa           | 1751–1769 | natuurlijke dood           |
| 34         | Sunyeophaa          | 1769–1780 | natuurlijke dood           |
| 35         | Suhitpangphaa       | 1780–1795 | natuurlijke dood           |
| 36         | Suklingphaa         | 1795–1811 | natuurlijke dood, pokken   |
| 37         | Sudingphaa (1)      | 1811–1818 | afgezet                    |
| 38         | Purandar Singha (1) | 1818–1819 | afgezet                    |
| 39 (37)    | Sudingphaa (2)      | 1819–1821 | weggevlucht                |
| 40         | Jogeswar Singha     | 1821–1822 | uit functie gezet          |
|            | Brits gezag         | 1822–1833 |                            |
| 41 (38)    | Purandar Singha (2) | 1833–1838 | onder Brits gezag, afgezet |

- Library of Congress Control Number: sh2018000459
- Nationale Bibliotheek van Israël: 987012410245705171